# Bodega Cooperativa de Pinell de Bray
La Bodega Cooperativa de El Pinell de Bray, conocida también con el nombre de La catedral del vino, es un molino de aceite y una bodega situada en las afueras de la localidad española de Pinell de Bray, en la comarca catalana de Tierra Alta.

## Historia y descripción
La obra fue realizada por el arquitecto Cèsar Martinell i Brunet entre 1918 y 1922 por encargo del Sindicato Agrícola Coopetarivo de El Pinell de Bray. El proyecto de esta bodega incorpora las cuatro novedades técnicas (constructivas y de tecnología de producción vitivinícola) que se convirtieron en constantes propias de la obra de Cèsar Martinell en casi todas sus bodegas. Estas constantes se concretan en: la construcción de la estructura de las naves basada en los arcos parabólicos de ladrillo, la situación de las ventanas para la ventilación de las naves, los lagares subterráneos cilíndricos y separados por cámaras aislantes ventiladas, y la composición y texturas de las fachadas.
En cuanto a la tipología, el proceso de producción del vino se organiza en tres áreas: el muelle de descarga, la nave de elaboración y las naves de tinas o lagares, tipología que, con las variantes de organización longitudinal o transversal y de adaptación a la topografía del terreno, se va repitiendo en todas los otras bodegas.
Se trata de un edificio de cuatro naves contiguas, una de ellas, de dos plantas, destinada a molino de aceite y las otras destinadas a bodega. En la parte posterior de las dos naves centrales se encuentra una sala de elaboración y detrás, en un nivel más elevado, las tolvas, el molino de recepción de la uva y el depósito del agua.
Su aspecto exterior, tanto a nivel volumétrico como de fachada, aparece conformado por una fachada basilical de tres cuerpos, unificando las dos naves centrales, por expresa voluntad del Sindicato de enfatizar el edificio.

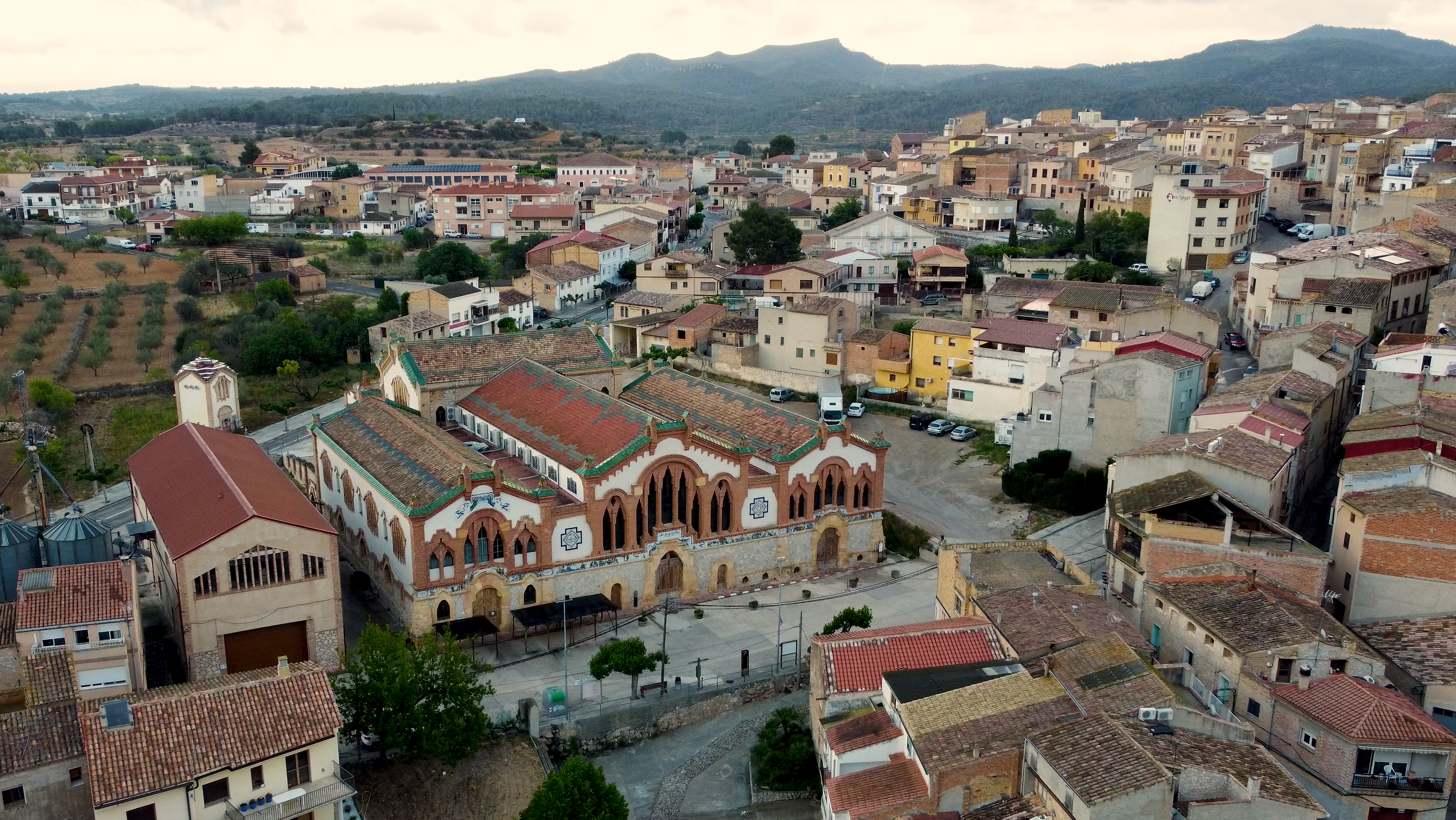
Vista aèrea de la Bodega Cooperativa del Pinell de Brai en la que se aprecia la cubierta y su situación en el municipio.

Las naves principales son basilicales, con arcos equilibrados parabólicos de obra de ladrillo para apoyo de la cubierta. Las naves secundarias tienen estructura de armadura de madera. Las cubiertas son a dos aguas, de teja plana alicantina, excepto la del cuerpo posterior que es plana. La fachada principal destaca por su composición ordenada en tres niveles según las texturas y materiales utilizados: un primer nivel o zócalo de piedra en el que se integran las ventanas bajas de ventilación y las puertas de acceso, un segundo nivel de paramento liso donde se encuentran las ventanas superiores enmarcadas en ladrillo y donde destaca el friso cerámico de Xavier Nogués, y un tercer nivel de coronamiento del edificio.
Es especialmente notable la construcción aislada de la caseta del transformador eléctrico, que es de planta cuadrada y tiene un zócalo de piedra irregular y enmarcamientos de ladrillo visto en las aberturas y en el coronamiento bajo tejado.
En esta construcción y en las demás agrarias de este periodo destacan, además de los valores arquitectónicos, el hecho de que representan la manifestación arquitectónica visible de lo que fue el cooperativismo agrario en Cataluña desde finales del siglo XIX, un movimiento que se extendió por la Cuenca de Barberá, El Priorato, Alto Campo, Bajo Campo y La Segarra, y que socialmente quedó interrumpido por la guerra civil (1936-1939), dejando, no obstante, una notable implantación cultural y arquitectónica.

## Estatus patrimonial
La Bodega Cooperativa de Pinell de Bray es un inmueble que fue declarado bien cultural de interés nacional, con la categoría de Monumento Histórico por Resolución 2507/2002, de 14 de agosto, de la Consejería de Cultura de la Generalidad de Cataluña que hacía público el acuerdo de la Comisión de Gobierno para Asuntos Culturales y Educativos de 30 de julio de 2002.

## Localización
- C/ Pilonet 8
- 43594 Pinell de Brai
- Tierras del Ebro